# The English Teacher
The English Teacher (br: Adorável Professora / pt: Um Novo Final) é um filme de Drama Comédia americano, sendo a estreia do diretor Craig Zisk no Cinema. O filme teve sua estréia no Festivel de Cinema de TriBeCa em Abril. Estreou nos cinemas dia 17 de Maio de 2013.

## Sinopse
O filme acompanha Linda Sinclair (Julianne Moore), uma professora de inglês do ensino médio cuja vida é abalada quando um ex-aluno (Michael Angarano) retorna à pequena cidade em que ela mora, após fracassar como dramaturgo em Nova York.

## Elenco
- Julianne Moore ... Linda Sinclair
- Michael Angarano ... Jason Sherwood
- Greg Kinnear ... Dr. Tom Sherwood
- Lily Collins ... Hallie Anderson
- Nathan Lane ... Mr.Kapinas
- Jessica Hecht ... Megan Slocum
- Nikki Blonsky ... Sheila